# Lilla Mögsjön, Södermanland
Lilla Mögsjön är en sjö i Flens kommun i Södermanland och ingår i Nyköpingsåns huvudavrinningsområde. Sjön har en area på 0,055 kvadratkilometer och ligger 54,5 meter över havet. Sjön avvattnas av vattendraget Fräkentorpsån.

## Delavrinningsområde
Lilla Mögsjön ingår i det delavrinningsområde (656168-154519) som SMHI kallar för Mynnar i Björken. Medelhöjden är 65 meter över havet och ytan är 26,38 kvadratkilometer. Det finns inga avrinningsområden uppströms utan avrinningsområdet är högsta punkten. Fräkentorpsån som avvattnar avrinningsområdet har biflödesordning 4, vilket innebär att vattnet flödar genom totalt 4 vattendrag innan det når havet efter 88 kilometer. Avrinningsområdet består mestadels av skog (85 procent). Avrinningsområdet har 0,56 kvadratkilometer vattenytor vilket ger det en sjöprocent på 2,1 procent.